# Melancholia (film 2011)
Melancholia – duńsko-szwedzko-francusko-niemiecki film psychologiczny z elementami kina fantastycznonaukowego w reżyserii i według scenariusza Larsa von Triera, zrealizowany w roku 2011.
Plenerowe sceny filmu kręcone były m.in. na terenie zamku Tjolöholm.
Światowa premiera filmu miała miejsce 18 maja 2011 podczas 64. MFF w Cannes, gdzie film prezentowany był w konkursie głównym. Na tym festiwalu grająca główną rolę Kirsten Dunst odebrała nagrodę dla najlepszej aktorki.

## Opis filmu
Oś filmu skupia się na siostrach, Justine i Claire (Kirsten Dunst i Charlotte Gainsbourg), które oddalają się od siebie. Justine wychodzi za mąż za Michaela (Alexander Skarsgård), a fabuła filmu rozgrywa się podczas ich uroczystości weselnej. Okazuje się, że Justine cierpi na depresję (pot. 'melancholię'), co paradoksalnie sprawia, że gdy Ziemia jest zagrożona zderzeniem z samotną planetą (której nadano nazwę Melancholia), zachowuje ona spokój i pomaga najbliższym przygotować się do katastrofy.
Fabule towarzyszą obszerne poetyckie sekwencje obrazujące zbliżające się zderzenie planet (motywem przewodnim polskiego plakatu promującego film był tekst „To będzie piękny koniec świata”). Ich sens staje się jasny w końcowej części filmu.

## Obsada
- Kirsten Dunst jako Justine
- Charlotte Gainsbourg jako Claire
- Kiefer Sutherland jako John, mąż Claire
- Charlotte Rampling jako Gaby, matka Justine i Claire
- John Hurt jako Dexter, ojciec Justine i Claire
- Alexander Skarsgård jako Michael, mąż Justine
- Stellan Skarsgård jako Jack
- Brady Corbet jako Tim
- Udo Kier jako Organizator wesela

i inni

## Premiera
Film zaprezentowano po raz pierwszy 18 maja 2011 na 64. MFF w Cannes. Po projekcji filmu nastąpiła konferencja prasowa z twórcami obrazu. Podczas konferencji reżyser filmu Lars von Trier na pytanie o inspiracje w filmie niemieckim romantyzmem, zaczął opowiadać zaskoczonym dziennikarzom dowcipy o Żydach, a następnie wyznał, iż „rozumie Hitlera” i że „był nazistą”. Wypowiedzi duńskiego reżysera wywołały szok, a sam reżyser wystosował oficjalne przeprosiny. Pomimo przyjęcia przeprosin reżyser został wydalony z festiwalu. Tym niemniej film uzyskał nominację do Złotej Palmy.

## Nagrody i nominacje
64. MFF w Cannes
- nagroda dla najlepszej aktorki − Kirsten Dunst
- nominacja: Złota Palma − Lars von Trier

24. ceremonia wręczenia Europejskich Nagród Filmowych
- nagroda: Najlepszy Europejski Film − Lars von Trier
- nagroda: Najlepszy Europejski Operator − Manuel Alberto Claro
- nagroda: Najlepszy Europejski Scenograf − Jette Lehmann
- nominacja: Najlepszy Europejski Reżyser − Lars von Trier
- nominacja: Najlepszy Europejski Scenarzysta − Lars von Trier
- nominacja: Najlepsza Europejska Aktorka − Kirsten Dunst
- nominacja: Najlepsza Europejska Aktorka − Charlotte Gainsbourg
- nominacja: Najlepszy Europejski Montażysta − Molly Marlene Stensgaard

26. ceremonia wręczenia Independent Spirit Awards
- nominacja: najlepszy film zagraniczny − Lars von Trier

37. ceremonia wręczenia Cezarów
- nominacja: najlepszy film zagraniczny − Lars von Trier (Dania / Szwecja / Niemcy / Francja)

14. ceremonia wręczenia Orłów
- nominacja: najlepszy film europejski − Lars von Trier (Dania / Szwecja / Niemcy / Francja)